# Беринкеи, Денеш
Денеш Отто Беринкеи (венг. Berinkey Dénes Ottó; 17 октября 1871 — 25 июня 1944) — венгерский юрист и политик, премьер-министр Венгерской Народной Республики в течение двух месяцев в 1919 году.

## Биография
Родился в лютеранской реформатской семье юриста Антала Беринкеи (Antal Berinkey, 1827–1899) и Эржбеты Сабо (Erzsébet Szabó, 1833–1911). После окончания учёбы на юриста служил в международном отделе министерства юстиции. Был одним из основателей журнала «Двадцатый век» (Huszadik Század). 23 июля 1902 года в Будапеште женился на Марии Такач (Máriát Takács). В 1914—1918 гг. преподавал в Коммерческой академии.
С 1914 по 1918 год был преподавателем Восточной коммерческой академии.
С 4 ноября 1918 по 24 января 1919 был министром юстиции Венгерской народной республики, а 19—24 января того же года исполнял обязанности министра иностранных дел. 11 января 1919 Национальный совет официально утвердил графа Михая Каройи президентом Венгрии. После этого он сложил с себя полномочия премьер-министра в пользу Беринкеи, который де-юре возглавил правительство 19 января и, одновременно, министерство иностранных дел. 
Между тем, в новообразованной стране активизировались леворадикальные силы. 20 февраля 1919 года коммунистическая демонстрация переросла в разгром редакции официальной газеты социал-демократов, в ходе которого погибло семь человек, включая полицейских. Правительство произвело аресты лидеров Венгерской коммунистической партии (образована в ноябре 1918), запретило её газеты и закрыло партийные офисы. Однако 1 марта кабинет Беринкеи пошёл на попятную, отменив запрет на издание газеты компартии и разрешив открыть её офисы. Хотя лидеры партии ещё оставались под арестом, был снят запрет на их посещение, в результате чего они смогли вернуться к активному участию в общественной жизни и провести политические манёвры.
20 марта 1919 Франция направила Венгрии ноту полковника Фернана Викса, в которой потребовала, чтобы венгерские войска ушли с линии Надьбанья–Дева и отступили вглубь Венгрии. Было принято считать, что новая фронтовая линия станет и новой границей Венгрии. Беринкеи не захотел признавать данную ноту, так как она ставила под угрозу территориальную целостность страны. Тем не менее, он был также не в силах и отвергнуть её. В результате, правительство подало в отставку. После этого президент Каройи объявил, что поручает формирование нового правительства социал-демократам. Ни Каройи, ни Беринкеи не были в курсе того, что социал-демократы сразу же вступили в переговоры с коммунистической партией, лидеры которой покуда оставались в заключении. В ходе их переговоров было достигнуто соглашение об объединении обеих партий в Венгерскую социалистическую партию. Таким образом, когда Каройи отдал власть, как он считал, социал-демократическому правительству, он в действительности присягал прокоммунистическому. Новое правительство сразу провозгласило Венгерскую советскую республику и установило в стране "венгерскую советскую власть".
В 1920 году Беринкеи стал адвокатом. В печати появлялись его работы в области международного, уголовного и гражданского права.
После отставки Беринкея жил вне политической жизни. Он умер в три часа ночи 25 июня 1944 года от паралича сердца и кальциноза коронарных артерий и был похоронен на кладбище Фаркашрети .